# دالای
دالای (به لاتین: Dali, Cyprus) یک روستا و municipality of Cyprus در قبرس است که در ناحیه نیکوزیا واقع شده‌است.

## خصوصیات
دالای  ۱۰٬۴۶۶ نفر جمعیت دارد.